# Careproctus rotundifrons
Careproctus rotundifrons är en fiskart som beskrevs av Sakurai och Wataru Shinohara 2008. Careproctus rotundifrons ingår i släktet Careproctus och familjen Liparidae. Inga underarter finns listade.